# 아미 (가수)
아미(1989년 ~)는 대한민국의 가수, 뮤지컬 배우다. 2010년 페이지 디지털싱글 [Song of Change]로 데뷔했다.

## 방송
- 캐스팅 콜 (2018) - Top20

## 음반
- 동안미녀 OST (2011)
- 매일하는 이별 (2013)
- 아이리스 II OST (2013)
- 나만의 당신 OST - Part.3 (2014)
- 뼛속까지 아파 (2015)
- 딱 너 같은 딸 OST Part.14 (2015)
- 새벽 (2018)
- 농부사관학교 OST Part.1 (2019)
- 농부사관학교 시즌2 OST (2019)

### 페이지
- Song Of Change (2010)
- 페이지 (Page) Single Album (여전히 아름다운지) (2011)

## 공연
- 바람과 함께 사라지다 (2018)
- 오! 캐롤 (2018)
- 정글라이프 (2019~2020)

## 피처링
- 디아 <사랑이 오려나 봐요> (2010)
- 태사비애 <Because Of You> (2019)

## 작사
- 아미 <매일하는 이별> (2013)